# Michèle Cordoue
Michèle Cordoue (31 de diciembre de 1920 – 23 de mayo de 1987) fue una actriz cinematográfica de nacionalidad francesa.

## Biografía
Su verdadero nombre era Andrée Louise Marie Bonnet, y nació en París, Francia. Como actriz cinematográfica, Cordoue participó en diez producciones, seis de ellas dirigidas por Yves Allégret, su segundo marido.
Su primer film, dirigido por Allégret, fue La Jeune Folle (1952), y en el mismo actuaban Danièle Delorme y Henri Vidal (su primer esposo desde 1943 a 1946, unión que terminó en divorcio). La última película, también dirigida por Allégret, fue Germinal, con Jean Sorel y Berthe Granval, y que se estrenó en 1963. Otra producción destacada en la que participó fue Napoléon (1955), de Sacha Guitry y protagonizada por Daniel Gélin.
En televisión hizo una actuación en la serie Graine d'ortie, también dirigida por Yves Allégret, y emitida en 1973.
Michèle Cordoue falleció en Jouars-Pontchartrain, Francia, en 1987, siendo enterrada en el cementerio de dicha población junto a su marido, muerto unos meses antes que ella.

## Filmografía completa

### Cine
- 1952 : La Jeune Folle, de Yves Allégret
- 1953 : Les Orgueilleux, de Yves Allégret
- 1954 : Huis clos, de Jacqueline Audry
- 1954 : Mam'zelle Nitouche, de Yves Allégret
- 1955 : Le Couteau sous la gorge, de Jacques Séverac
- 1955 : Napoleón, de Sacha Guitry
- 1956 : La Meilleure Part, de Yves Allégret
- 1957 : Méfiez-vous fillettes, de Yves Allégret
- 1958 : C'est la faute d'Adam, de Jacqueline Audry
- 1963 : Germinal, de Yves Allégret

### Televisión
- 1973 : Graine d'ortie, serie de Yves Allégret